# Annabella (Kirsche)
Annabella ist eine zu den Herzkirschen gehörende dunkle Sorte der Süßkirschen.

## Herkunft
Annabella wurde 1953 von der Obstbauversuchsanstalt Jork aus den Sorten Rube und Allers Späte herausgezüchtet und 1970 in den Anbau gebracht.

## Frucht
Die Frucht ist mittelgroß, tropfenförmig mit auffallender Fruchtnaht. Die Haut ist in der Vollreife glänzend dunkelbraunrot, fast schwarz. Das mittelfeste Fruchtfleisch ist dunkelrot mit stark färbendem Saft. Der Geschmack ist aromatisch süß. Sie hat eine hohe Platzfestigkeit und reift in der 4. bis 5. Kirschwoche. 

## Baum
Der Baum ist starkwüchsig, robust und sehr gesund. Er ist selbststeril und braucht einen Befruchtungspartner. Geeignet sind Grolls Schwarze, Hedelfinger Riesenkirsche und Schneiders späte Knorpelkirsche. Reichtragende Sorte die auch für Gebiete mit größeren Niederschlagsmengen geeignet ist.